# فورمان براون
فورمان براون (بالإنجليزية: Forman Brown)‏ (1901 - 1996)؛ شاعر غنائي وروائي أمريكي.

## روابط خارجية
- فورمان براون على موقع IMDb (الإنجليزية)
- فورمان براون على موقع قاعدة بيانات برودواي على الإنترنت (الإنجليزية)